# Dezider
Dezider je moško osebno ime.

## Različice imena
- Slovenske oblike imena
  - Moške oblike imena: Deziderij, Željko, Želimir
  - Ženske oblike imena: Deziderija, Željka, Želimira
- Tujejezikovne oblike imena
  - Moške oblike: (fr.) Désiré, Didier; (nem.) Desiderius; (it.) Desiderio
  - Ženske oblike:(fr.) Désirée; (nem.) Desideria

## Izvor imena
Ime Dezider  z rarličico Deziderij izhaja iz latinskga imena Desiderius. Latinsko ime razlagajo iz besede desiderium, ki pomeni »hrepenenje, želja po čem«. Latinskemu pomenu imena Dezider ustreza ime Željko, ki pa je lahko tudi oblika imena Želimir.

## Pogostost imena
Po podatkih SURS-a je na dan 31. decembra 2007 v Sloveniji 43 oseb z imenom Dezider. Ostle oblike imena, ki so bile na ta dan še v uporabi: Deziderij (25), Željko (1759), Željka (308).

## Osebni praznik
Dezider, ki god praznuje 8. ali pa 23. maja je bilo ime dvema škofoma in mučencema. Prvi, ki je umrl 23. maja je bil škof francoskega mesta Langres so v 4. stoletju ubili Vandali; drugi, ki je bil škof v mestu Bourges v 6. stoletju je umrl 8. maja.